# Lumen gentium
A Lumen Gentium, „az egyház dogmatikus alkotmánya” a második vatikáni zsinat egyik legfontosabb dokumentuma. A zsinati határozatot 1964. november 21-én hirdette ki VI. Pál pápa.
A zsinaton a püspökök 2151 igenlő szavazattal fogadták el öt szavazat ellenében.
A katolikus egyház hagyománya szerint kezdő szavai adják a dokumentum címét. A latin Lumen gentium jelentése: „nemzetek világossága”.

## Tartalma
A számok a szöveg megfelelő alfejezeteit jelölik.
1. Az Egyház misztériumáról (1-8)
2. Az Isten népéről (9-17)
3. Az Egyház hierarchikus alkotmányáról, különösen a püspökségről (18-29)
4. A világi hívők (30-38)
5. Az életszentségre szóló egyetemes meghívásról az Egyházban (39-42)
6. A szerzetesekről (43-47)
7. A zarándokegyház eszkatológikus jellegéről és egyesüléséről a mennyei egyházzal (48-51)
8. Isten anyjáról, a boldogságos Szűz Máriáról Krisztus és az Egyház misztériumában (52-69)
  1. Bevezetés (52-54)
  2. A Boldogságos Szűz szerepéről az üdvösség rendjében (55-59)
  3. A Boldogságos Szűzről és az Egyházról (60-65)
  4. A Boldogságos Szűz tiszteletéről az Egyházban (66-67)
  5. Mária a biztos remény és a vigasztalás jele Isten zarándok népe részére (68-69)

## Fontos részei

### Az Isten népe
A Lumen gentium egyik legfontosabb része a második fejezet, amely azt fejti ki, hogy az Egyház „az Isten népe”:
„Jóllehet bármely időben élő és bármely nemzetből származó ember kedves Isten előtt, ha féli őt és teszi az igazságot (vö. ApCsel 10,35), mégis úgy tetszett Istennek, hogy az embereket ne egyenként, minden társas kapcsolat kizárásával szentelje meg és üdvözítse, hanem néppé tegye őket, mely Őt igazságban megismeri és szentül szolgál Neki. Így tehát az izraelita népet kiválasztotta tulajdon népévé, szövetséget kötött vele és fokozatosan oktatta azáltal, hogy történetében kinyilatkoztatta Önmagát és akaratának tervét, és megszentelte Önmagának. Mindez azonban csak előkészítése és előképe volt annak az új és tökéletes szövetségnek, mely majd Krisztusban köttetik meg, s annak a teljesebb kinyilatkoztatásnak, melyet Isten megtestesült Igéje fog átadni. "Íme, napok jönnek -- mondja az Úr --, amikor új szövetséget kötök Izrael házával és Juda házával... Bensejükbe adom törvényemet, és a szívükbe írom. Én Istenük leszek, ők meg az én népem lesznek... Mert mindnyájan ismerni fognak engem a legkisebbtől a legnagyobbig, mondja az Úr" (Jer 31,31—34). Ezt az új szövetséget Krisztus hozta létre, tudniillik az új szövetséget az Ő vérében (vö. 1Kor 11,25), zsidókból és pogányokból híva meg a népet, mely nem test szerint, hanem a Lélekben gyűljön össze és legyen Istennek új népe. A Krisztusban hívők ugyanis, akik nem romlandó, hanem az élő Isten igéje által romolhatatlan magból születtek újjá (vö. 1Pt 1,23), nem testből, hanem vízből és Szentlélekből (vö. Jn 3,5—6), "választott nemzetség, királyi papság, szent nemzet, tulajdonul megszerzett nép" lesznek... "akik valaha nem-nép voltak, most pedig Isten népe" (1Pt 2,9-10)”. (9. fejezet)

### A hívők papsága
„A hívők közös papsága és a szolgálati, azaz hierarchikus papság—jóllehet nemcsak fokozatilag, hanem lényegileg különböznek egymástól—egymásra vannak rendelve; mert mindegyik a maga sajátos módján Krisztus egy papságából részesedik. Akit a szolgálati papságra szenteltek föl, szent hatalom birtokában kialakítja és kormányozza a papi népet, Krisztus személyében létrehozza az eucharisztikus áldozatot, és az egész nép nevében fölajánlja Istennek; a hívek pedig királyi papságuk erejével részt vesznek az eucharisztikus áldozatban, xvii és azt a szentségek felvételében, az imádságban és hálaadásban, a szent élet tanúságtételével, önmegtagadással és tevékeny szeretettel gyakorolják/valósítják meg.” (10. fejezet)

### Hívás a szentségre
„Ezek után mindenki számára nyilvánvaló, hogy minden rendű és állapotú Krisztus-hívő meghívást kap a keresztény élet teljességére és a szeretet tökéletességére, s ez a szentség a földi társadalomban is előmozdítja az emberibb életmódot. E tökéletesség elnyeréséért a hívők vessék latba a Krisztus ajándékozásának mértéke szerint kapott erőket, hogy az Ő nyomában járva és hozzá hasonlóvá válva, mindenben teljesítve az Atya akaratát, szívvel-lélekkel Isten dicsőségére és a felebarátok szolgálatára szenteljék magukat. Isten népének szentsége így hozza meg bőséges gyümölcseit, amint ezt az Egyház története oly sok szent élete által ragyogóan bizonyítja... 41. A különböző életformákban és hivatásokban ugyanazt a szentséget munkálja mindenki, akiket Isten Lelke vezérel, az Atya szavának engedelmeskedve és az Atyát lélekben és igazságban imádva követik a szegény, alázatos és a keresztjét hordozó Krisztust, hogy az Ő dicsőségében is részesülhessenek. De mindegyiküknek saját adományaik és kegyelmeik szerint tétovázás nélkül kell járnia az élő hit útján, mely fölébreszti a reményt és a szeretet által tevékeny.” (40., 41. fejezetek)

### Az apostoli szolgálat
A zsinati atyák nem tekintettek el az Egyház hierarchikus jellegétől, de az apostolok és segítőik tanító szolgálatához mérve vizsgálták.
„20. Ez az isteni küldetés, melyet Krisztus bízott rá az apostolokra, a világ végéig fog tartani (vö. Mt 28,20), mert az evangélium, melyet nekik kell továbbadniuk, minden időkre az Egyház egész életének alapja. Ezért az apostolok ebben a hierarchikusan rendezett társaságban utódok rendeléséről gondoskodtak...A püspökök tehát segítőikkel, az áldozópapokkal és a szerpapokkal együtt átvették a közösség szolgálatát, xlvii Isten helyett állnak a nyáj élén, xlviii melynek—mint tanítómesterek, az istentisztelet papjai és a kormányzás szolgái—pásztorai.xlix Miként megmarad az a hivatal, melyet az Úr egyedül Péternek, az első apostolnak adott, s melyet át kellett adnia utódainak, úgy megmarad az apostolok egyházkormányzati hivatala is, melyet a püspökök szent rendjének kell állandóan gyakorolnia.l Ezért a Szent Zsinat tanítja, hogy a püspökök isteni intézkedés folytán léptek az apostolok helyébeli mint az Egyház pásztorai, akiket ha valaki hallgat, Krisztust hallgatja, aki pedig őket megveti, Krisztust veti meg, és azt, aki Krisztust küldte (vö. Lk 10,16).lii”

### Mariológia
A zsinat előtt voltak püspökök, akik Mária közvetítő (Mediatrix), segítő és társmegváltó (Co-Redemptrix) szerepét vallották az üdvözülésben. Az egyházalkotmány azonban nem szólt Mária társmegváltói szerepéről, bár Máriának külön terjedelmes részt szentelt. Ez részben az ökumenizmus eszme erősödésének tudható be, amihez hozzátartozott, hogy az Egyház jó kapcsolatokra törekszik a protestánsokkal.

## Konzervatív reakció
A határozat 8. fejezete szerint „Ez az Egyház (ti. Krisztus egyháza) e világban mint alkotmányos és rendezett társaság a Péter utóda és a vele közösségben élő püspökök által kormányzott katolikus Egyházban létezik, jóllehet szervezetén kívül is megtalálható az igazságnak és a megszentelésnek több eleme, melyek mint Krisztus egyházának saját ajándékai, a katolikus egységre sarkallnak.” Egyes tradicionalista katolikus csoportok, különösen a sedevacantisták azt hangoztatták, hogy a subsistit in („benne létezik”) megfogalmazással a szövegben est („ő az”) helyett az egyház lemondott arról a szerintük feladhatatlan tanításról, amelyben saját magát isten egyedüli egyházaként definiálja, ezért a Lumen gentium vízválasztó, amellyel a Katolikus egyház az eretnekség területére lépett.
A Frankfurter Allgemeine Zeitungnak adott interjúban Josef Ratzinger bíboros (a későbbi XVI. Benedek pápa) e kritika ellen így érvelt:
Az „ő az” kifejezte felfogás sokkal szélesebb értelmű, mint amit a „benne létezik” felfogás kifejez. 'Benne létezni' egy nagyon kifejezett módja a létezésnek, vagyis alanynak lenni, ami önmagában létezik. Így a Zsinati Atyák úgy értették, hogy az Egyház mint létező szélesebb entitás, mint a római katolikus egyház, de az utóbbin belül mással összehasonlíthatatlan módon egy igaz és megfelelő alany karakterét nyeri el.

## Evangelizáció
2007-ben a Szentszék megerősítette, hogy a katolikusok kötelessége más vallások tagjainak evangelizációja és ezt általában úgy értelmezték, mint a Lumen gentium egy fontos részének tisztázását, reakcióként arra a liberálisok és mások hangoztatta nézetre, hogy a keresztény prozelitizmus (újhitűség, térítői buzgalom) történelmileg és politikailag idejét múlttá vált.

## Fordítás
- Ez a szócikk részben vagy egészben  a   Lumen gentium című angol Wikipédia-szócikk ezen változatának fordításán alapul.  Az eredeti cikk szerkesztőit annak laptörténete sorolja fel. Ez a jelzés csupán a megfogalmazás eredetét és a szerzői jogokat jelzi, nem szolgál a cikkben szereplő információk forrásmegjelöléseként.